# Tucker West
Tucker West (Ridgefield, 15 giugno 1995) è uno slittinista statunitense.

## Biografia
Ha iniziato a gareggiare per la nazionale statunitense nelle varie categorie giovanili nella specialità del singolo ottenendo, quali migliori risultati, la vittoria nella gara a squadre nella prima edizione dei Giochi olimpici giovanili invernali ad Innsbruck 2012, dove giunse altresì dodicesimo nel singolo, nonché tre medaglie ai campionati mondiali juniores, una nell'individuale a Lillehammer 2015 e due nelle prove a squadre a Park City 2013 e ad Igls 2014.

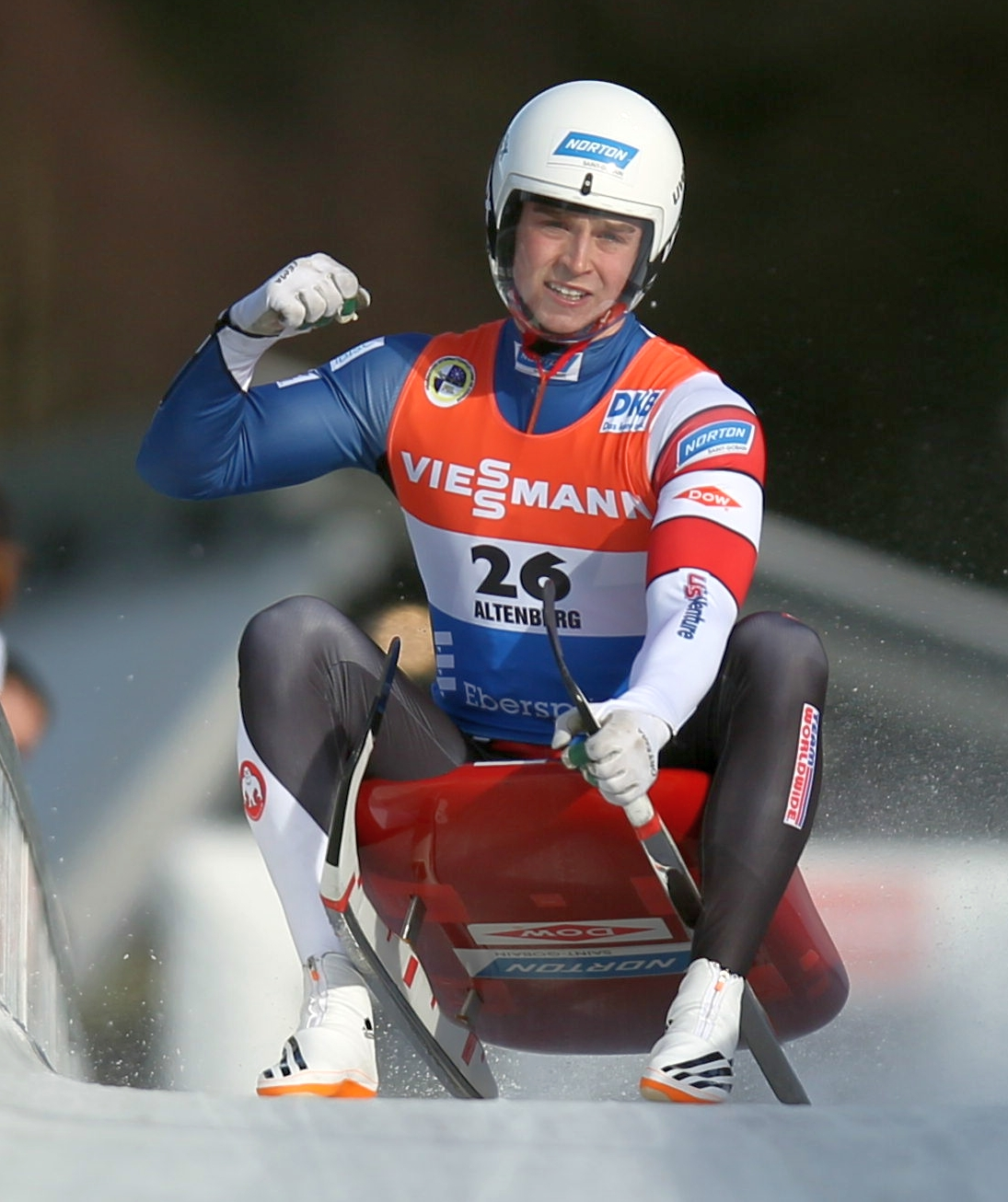
Tucker West in gara ad Altenberg nel 2017

A livello assoluto ha esordito in Coppa del Mondo nella stagione 2012/13, ha conquistato il primo podio il 1º dicembre 2013 nella gara a squadre a Winterberg e la prima vittoria il 6 dicembre 2014 nel singolo a Lake Placid. In classifica generale come miglior risultato si è piazzato al sesto posto nel 2014/15 nella specialità monoposto.
Ha preso parte a due edizioni dei Giochi olimpici invernali: a Soči 2014 ha raggiunto la ventiduesima posizione nella prova individuale e a Pyeongchang 2018 ha terminato la gara del singolo al ventiseiesimo posto.
Ha altresì partecipato a sei edizioni dei campionati mondiali, conquistando in totale due medaglie. Nel dettaglio i suoi risultati nelle prove iridate sono stati, nel singolo: diciottesimo a Sigulda 2015, sesto a Schönau am Königssee 2016, quindicesimo a Igls 2017, nono a Winterberg 2019, quattordicesimo a Soči 2020 e quattordicesimo a Schönau am Königssee 2021; nel singolo sprint: quindicesimo a Schönau am Königssee 2016, quattordicesimo a Igls 2017 e dodicesimo a Schönau am Königssee 2021; nelle prove a squadre: medaglia d'argento a Igls 2017, medaglia di bronzo a Soči 2020 e quarto a Schönau am Königssee 2021. Il piazzamento ottenuto nella rassegna del 2016 gli è vaso inoltre la medaglia d'oro nella speciale classifica riservata agli under 23.
Ai campionati pacifico-americani ha vinto due medaglie d'oro, a Lake Placid 2015 e a Park City 2017, due d'argento e una di bronzo.

## Palmarès

### Mondiali
- 3 medaglie:
  - 2 argenti (gara a squadre ad Innsbruck 2017; gara a squadre ad Altenberg 2024);
  - 1 bronzo (gara a squadre a Soči 2020).

### Pacifico-americani
- 10 medaglie:
  - 5 ori (singolo a Lake Placid 2015; singolo a Park City 2017; singolo a Whistler 2020; singolo a Park City 2023; singolo a Whistler 2024);
  - 4 argenti (singolo a Calgary 2016; singolo a Lake Placid 2019; singolo a Soči 2022; singolo a Pyeongchang 2025);
  - 1 bronzo (singolo a Whistler 2014).

### Mondiali under 23
- 1 medaglia:
  - 1 oro (singolo a Schönau am Königssee 2016).

### Mondiali juniores
- 3 medaglie:
  - 2 argenti (gara a squadre ad Innsbruck 2014; singolo a Lillehammer 2015);
  - 1 bronzo (gara a squadre a Park City 2013).

### Olimpiadi giovanili
- 1 medaglia:
  - 1 oro (gara a squadre ad Innsbruck 2012).

### Coppa del Mondo
- Miglior piazzamento in classifica generale nel singolo: 6º nel 2014/15.
- 28 podi (8 nel singolo, 2 nel singolo sprint, 18 nelle gare a squadre):
  - 3 vittorie (tutte nel singolo);
  - 13 secondi posti (2 nel singolo, 2 nel singolo sprint, 9 nelle gare a squadre);
  - 12 terzi posti (3 nel singolo, 9 nelle gare a squadre).

#### Coppa del Mondo - vittorie
| Data             | Luogo       | Paese       | Disciplina |
| ---------------- | ----------- | ----------- | ---------- |
| 5 dicembre 2014  | Lake Placid | Stati Uniti | Singolo    |
| 2 dicembre 2016  | Lake Placid | Stati Uniti | Singolo    |
| 10 dicembre 2016 | Whistler    | Canada      | Singolo    |